# Азотисті основи
Азо́тисті осно́ви — гетероциклічні органічні сполуки, похідні піримідину і пурину, що входять до складу нуклеїнових кислот. До них відносять аденін, гуанін, тимін, цитозин і урацил.
Аденін і гуанін є похідними пурину, а цитозин, урацил і тимін — похідні піримідину.
Тимін зустрічається тільки в ДНК, в РНК його замінює урацил, який відрізняється від тиміну відсутністю метильної групи близько 5 атома вуглецю.
Азотисті основи, з'єднуючись з молекулою рибози або дезоксирибози, утворюють нуклеозиди. Нуклеозиди, в яких до 5 атомів вуглецю приєднана одна або декілька фосфатних груп, називаються нуклеотидами, які і є будівельними блоками молекул нуклеїнових кислот — ДНК і РНК.